# Saint-Pierre-la-Bruyère
Saint-Pierre-la-Bruyère é uma comuna francesa na região administrativa da Normandia, no departamento Orne. Estende-se por uma área de 6,32 km². Em 2010 a comuna tinha 437 habitantes (densidade: 69,1 hab./km²).